# 安塚インターチェンジ
安塚インターチェンジ（やすづかインターチェンジ）は、新潟県上越市安塚区松崎にある上越魚沼地域振興快速道路（三和安塚道路）のインターチェンジである。

## 接続する道路
- 新潟県道43号上越安塚浦川原線

## 歴史
- 2010年（平成22年）3月13日 : 浦川原IC-安塚IC間開通に伴い供用開始[1]

## 隣
上越魚沼地域振興快速道路（三和安塚道路）
浦川原IC - 安塚IC
上越魚沼地域振興快速道路の基本計画区間
安塚IC - 大島IC（計画中）